# Michal Vondrka
Michal Vondrka (* 17. Mai 1982 in České Budějovice, Tschechoslowakei) ist ein tschechischer Eishockeyspieler, der seit Mai 2018 beim BK Mladá Boleslav in der tschechischen Extraliga unter Vertrag steht.  

## Karriere
Michal Vondrka begann seine Karriere als Eishockeyspieler in seiner Heimatstadt in der Nachwuchsabteilung des HC České Budějovice, für dessen Profimannschaft er von 2000 bis 2003 in der Extraliga aktiv war. Auch die Saison 2003/04 begann der Flügelspieler bei seinem Heimatverein, ehe er nach acht Einsätzen innerhalb der Extraliga zum HC Slavia Prag wechselte, bei dem er in der Folgezeit zu einem der Führungsspieler wurde. In der Saison 2006/07 war er zudem für elf Spiele an den Ligakonkurrenten HC Energie Karlovy Vary ausgeliehen. Mit Slavia Prag gewann er in der Saison 2007/08 den tschechischen Meistertitel. Als amtierender Meister nahm er mit Slavia in der Saison 2008/09 auf europäischer Ebene an der Champions Hockey League teil, scheiterte mit seiner Mannschaft jedoch bereits in der Gruppenphase am späteren Titelgewinner ZSC Lions aus der Schweiz. 
Die Saison 2011/12 begann Vondrka bei Kärpät Oulu in der finnischen SM-liiga. Für Kärpät erzielte er in 21 Spielen je drei Tore und drei Vorlagen in der höchsten finnischen Spielklasse und stand in sechs Spielen der European Trophy für die Mannschaft auf dem Eis. Mitte November 2011 kehrte er zum HC Slavia Prag zurück, mit dem er am Saisonende erst in der Abstiegsrunde den Klassenerhalt erreichte.
Im Juli 2012 wurde Vondrka vom HC Slovan Bratislava aus der Kontinentalen Hockey-Liga unter Vertrag genommen und absolvierte für diesen bis Januar 2015 139 KHL-Partien, in denen er 28 Tore erzielte und weitere 35 vorbereitete. Anschließend wurde er an den HC Sparta Prag abgegeben.
Zwischen 2015 und 2018 spielte Vondrka für die Piráti Chomutov und gehörte dabei zu den besten Spielern der Liga, was 2017 in der Wahl zum Spieler des Jahres der Extraliga führte.

### International
Für Tschechien nahm Vondrka im Juniorenbereich ausschließlich an der U20-Junioren-Weltmeisterschaft 2002 teil. Im Seniorenbereich stand er im Aufgebot seines Landes bei der Weltmeisterschaft 2012, bei der er mit seiner Mannschaft die Bronzemedaille gewann, sowie 2014. Zudem trat er für Tschechien in den Jahren 2009, 2011 und 2012 bei der Euro Hockey Tour an.

## Erfolge und Auszeichnungen
- 2008 Tschechischer Meister mit dem HC Slavia Prag
- 2012 Bronzemedaille bei der Weltmeisterschaft
- 2017 Spieler des Jahres der  Extraliga
- 2017 Bester Torschütze (10) der Extraliga-Playoffs

## Karrierestatistik

### International
(Legende zur Spielerstatistik: Sp oder GP = absolvierte Spiele; T oder G = erzielte Tore; V oder A = erzielte Assists; Pkt oder Pts = erzielte Scorerpunkte; SM oder PIM = erhaltene Strafminuten; +/− = Plus/Minus-Bilanz; PP = erzielte Überzahltore; SH = erzielte Unterzahltore; GW = erzielte Siegtore; 1 Play-downs/Relegation; Kursiv: Statistik nicht vollständig)